# 平松晶子
平松 晶子（ひらまつ あきこ、1967年8月31日 - ）は、日本の声優、舞台女優。賢プロダクション所属。東京都出身。スクールデュオ講師で基礎クラス1年目より演技実習を担当。アミューズメントメディア総合学院講師で感情表現を担当。

## 略歴

### 生い立ち
小さい頃から外で遊ぶのが好きだった。周囲に住んでいた友人が男子ばかりで、必然的に男子が遊ぶようなメンコや鬼ごっこなど活発なことをして遊んでいた。
中学、高校時代はテニス部、陸上部などの運動部に所属し、学生時代からスポーツばかりやっていたが、漫画『気分はグルービー』に影響され、高校に入ってからはバンドを組むことを考えていたが、メンバーが揃わないために断念。「ちょっと学園生活がつまらないな」と思っていたが、その内に興味がアニメの方に傾き、『銀河鉄道999』や『魔法の天使クリィミーマミ』や映画館で『幻魔大戦』や『風の谷のナウシカ』などを見ていて、声優という職業を知った。それまでは声優を職業で捉えたことはなかったが、その時に「なにか面白いかも」と感じていたという。凄く気になり、「どうしたら声優になれるのかな」と思い、アニメ雑誌などを買ってきて色々調べていた。ただし当初は演技、芝居といったものには興味がなく、ほとんどスポ根のノリだったことから、水泳でタイムを出す・陸上で早く走るといったことのほうが興味があった。アニメも好きだったが、入れ込むほどではなかったという。
就職や進学にあたるのが「声優になること」だと思い、両親に「声優になりたいので、声優になるための養成所に通いたい」と伝えた時は、両親はあまりの突然さに驚き、「何を考えているの」と言われた。結局両親も「そんなにやりたいなら月謝は払ってあげるから、入学金は自分で出しなさい。それでもやりたいなら養成所に通ってもいい」という形になった。養成所のオーディションは、払えるお手頃価格のところを探してオーディションを受けに行き、その養成所に合格。当時、養成所に通いだした高校生は平松だけだったという。
後述の通り、大学に行くなら何か専門的なことを学びたかったため、「自分の中に専門的な何かが身に付けられれば将来困らないだろう」と思っていたという。
声優はその感覚と同じ感覚で、「手に職」という形で選んだのかもしれず、職業として選択した気持ちが強かった気がしていた。両親は芸能界のはしくれなため、「娘に何かあったら困る」と考えていたようで、養成所の合格通知の確認を取ったり、養成所に電話したりしていたが、養成所の人たちはそれに困っていたかもしれないという。
進路決定する時、家も色々と忙しい状態だったからそのどさくさに紛れて、という感じはあった。高校での三者面談でも両親が来れない時などは、高校の教師が「どうするの?」という問いにも「演劇の道に行きたいので演劇科のある大学なら行ってもいいです」と答えていた。高校の教師からも反対され、願書だけはもらってきたが、結局出さなかったという。

### 養成所時代
高校2年生の時に声優養成所に通う。当時は制服を着た高校生が学んでいることが珍しかったため、『Dr.スランプ アラレちゃん』の現場に見学に連れて行ってもらった時などは、「スタジオになぜ制服を着た子供がいるのか」と不思議な顔をされたこともあり、高校には内緒だったという。
通っていた養成所は、最初の1年間は週1回日曜日だけで、その後週3回夕方からという授業形態になり、高校は普通の高校だったことから色々と言い訳を考えて早退したりしていた。卒業公演時期などは母が入院していたこともあり、母の入院を利用させてくれたという。
養成所でレッスンを始めた時はすごく新鮮で、かなりのめりこんでしまった。嫌な言い方をされて怒ったり、凹んだりもあったが、自分で頑張った結果、先生に認められたりと、嫌なこと以上に楽しいことがたくさんあった。単純に楽しいだけでなく、充実も感じており、声優の業界に憧れが強くない分、過度な期待をせずにシンプルに楽しんでいたという。
養成所時代は通っていた養成所は、演技の養成所のようだったことから演技のレッスンが一番印象に残っていた。卒業公演で舞台をしていたが、舞台演劇に目覚めたのはそれがきっかけだった。養成所では、年齢の違う人たちが多かったようであったが、学校の先輩ぐらいなものであったことから、部活の先輩と友人という感覚はなかった。運動部に所属していたことから、例え1つしか歳が違わなくても年功序列の縦社会が当たり前な環境であったが、当初は「年上って怖い」と思っていたところがあったという。
養成所に通っていた人物たちは、就職していて働きながら通っている人物たちがほとんどであったが、普通に接してくれているように感じていた。仲の良かった人物たちは皆10歳ぐらい年が上であったが、すごくかわいがってくれたという。なにか失敗をしたとしても、当時は高校生だったため大目に見てくれて、一番年下だったことでずいぶんと得をしていたのだと語る。
周囲がライバルという意識も希薄であったことから、楽しんで勉強しており、仲間同士・人間同士として養成所の人たちと付き合いするのが楽しかった。それと比べて「なんて高校はつまらないんだろう」、「学校って何するところなんだろう」と学校の在り方を考えていたりしており「こんなところでこんなことをしている場合じゃない！！私はもっと演技の勉強がしたい」と思っていた。「大学進学はしない。」とはっきり自分の進路選択をしてしまったため、余計に学校での授業が無駄に感じていたのだと語り、「養成所の仲間といるほうが楽しい」と感じるようになったという。
養成所内での激しい競争については、歳が離れていたせいもありあまり感じておらず、上手な人ほど認めてくれたように思っていた。当時のニックネームは「ブルマちゃん」であったが、「ブルマちゃんなら、絶対なれるからへこたれないで頑張りな！」と本気で応援してくれたり励ましたりしてくれたという。
東京アニメーション養成所卒業後は卒業公演も済み「どうしようか」と考えていた頃に養成所の講師から紹介してもらった賢プロダクションに預かりとして所属し、高校卒業後は同プロダクションに正式に所属。その時は先生からみて「声質がアニメに向いている」と判断されて、同プロダクションを紹介してくれたのかもしれないという。2008年時点で趣味でダイビングを始めるようになり普通の人物と話すようになったところ、その人物たちに「声の出方が違いますね」と指摘されたことはあったという。

### キャリア
テレビアニメ『ドラえもん』でデビュー。当時は過度な緊張により上手く演じることが出なかったという。
舞台女優としても活動している。当初は卒業公演で舞台に強く惹かれ、その時の仲間で劇団を結成して活動し、その後は千葉繁が主宰していたバーストマンに所属していた。
賢プロダクションに正式に所属が決まった頃、あまりにも舞台が楽しく、事務所に舞台のためにNGを伝えたりしてしまったこともあった。当時は事務所の人物には「平松さん、声優の仕事したいんですよね？」と突っ込まれ、舞台が楽しくて仕方なかったという。
デビュー当時はOVA『バブルガムクライシス』に出演するも、収録が1年に2〜3回あり、声優の仕事はほぼそれだけで、後は舞台という感じだった。
余計に緊張もし、3、4ヶ月前にしていた手ごたえを覚えられず、現場に行くたびに0からやり直しという感じだった。繰り返すも、何にも積み上げていないように思い、長い間に楽しくなく、養成所で「演技が楽しい」と感じていたのが、一変して「私は声優に向いてない」と何度本気で思ったかもしれないという。
「辞めよう」とは思っておらず、『バブルガムクライシス』があったと、舞台は楽しかったため、現状維持という状態で続けていた。負けず嫌いなため、「どうやったらスタジオ収録に行ったときの後ろ向きな気分を抜け出せるのだろう」と真剣に考えて、声優の仕事だけが越えられず、「いつか舞台と同じように自由に演じたい」という気持ちが続けられた要因だと語る。
仕事を始めた当初は緊張の連続であった。仕事は修行、試練の場のような感覚で仕事の現場で「もっと私はできるのに」というフラストレーションを舞台で発散させて折り合いをつけていたように思ったという。
そんな状態だったことから、当然仕事がたくさん入り、忙しくなるということもなく、結構長い期間舞台をしていた。事務所の人物に「平松さんは舞台を続ける気なんですか？こんなにNGがあっては仕事を入れられないよ。」と言われ、「私は本当はどっちをやっていきたいのだろう」と考えていた。
それまでに結構長い期間舞台にたずさわってきたことから、舞台も続けていけば楽しいだけでは当然なくなり、迷っていた時期に賢プロダクションのキャストだけで出演するアニメーションで初めて主役を演じる。それまで舞台で演じることと、声優としてマイク前で演じることがイコールにならず、「私何やっているんだろう?」と虚しい気持ちになり、悩む時間もないスケジュールの中で主役を演じてくれたたため、常に本番も含めて喋り続けるという状態になった。
それをこなしていくうちに変な緊張がなくなっていき、余分な力が抜けたのかもしれないといい、主役だったため、たくさんの人物と絡んで台詞を喋ることで舞台でしてきた演技と声優としてのマイク前での演技がつながり始めた。その仕事はひと夏かけてしていたが、終えた時に「もっと声優の仕事したいな」と思った。
それまでは後ろ向きで、「あそこに私の居場所はない」と思っていたぐらいだったことから現場に行っても行っても失敗し、ダメ出しをされ落ち込んで、という良くない循環をしてしまった。仕事に対して1回もできたと思ったことがなく、「なんでできないんだろう?」と毎回思い、「もう呼んでもらえないかも。もうきっと終わりだ」と後ろ向きな考えで過ごしていた。
仕事の前日は緊張とストレスで眠れないことがほとんどで、体調が万全なわけもなく、緊張も加わり、悪いことの上乗せのようになっていた。『キン肉マン キン肉星王位争奪編』でレギュラーが決まり、「声優の仕事をもっとしてみたい」と思えるようになった。事務所のほうにも舞台より仕事を優先させる旨を伝えており、舞台もするが、極力NGをなくし、声優としての仕事を優先させるように動いたという。
大手商社でアルバイトをしており、休みが意外と自由だっため、舞台、声優で活動している平松自身としてはとても良かったという。
ゴキブリが苦手で、働いている最中にゴキブリが出ようものなら客に何をしてしまうか分からないことから、アルバイト先は飲食関係以外で考えていた。大手商社は舞台で使えるカラー軍手なども貰っており、結構役立ったという。

### 現在まで
賢プロダクション付属養成所スクールデュオや専門学校の講師も務めており、後進の育成にも力を入れている。

## 人物
小さい頃の夢はコロコロ変わっており、空が好きだったため最初になりたかったのはセスナ機のパイロットだった。声優になる前は理数系が得意で、化学が好きで、実験なども好きだったため、放射線技師や薬剤師になろうと考えていた時期もあった。
特技はタップダンス。趣味はダイビング、旅行。
一人っ子である。

### 特色
声種はメゾソプラノ。素直な声が魅力。
アニメ、吹き替え、ナレーションなどで活躍している。
演じる役は主に女性役が多い。
バーストマン時代、とても勉強になったのもコントであり、笑いは難しく、稽古をしすぎると、つまらなくなってしまった。脚本は面白いが、何度も練習して見慣れていくと皆笑わなくなり、また皆笑わせようとして、アイデアをひねり出してくるわけだった。それでまた面白くなるが、それを客に見せていたところそのひねった過程がわからないため、案外笑ってくれなかった。それで試行錯誤を繰り返し、色々なことを考えていたという。演技とは異なる筋肉、思考を使い、人を笑わせるために様々な要素が必要で、それを考えて工夫する作業は引き出しをつくるのにとても役立ったと語る。
『あずまんが大王』のゆかり役を演じていた時は、結構いっちゃっているキャラクターで、キャラクターの奔放さを表現するには、想像もつかないような引き出しが必要だったため、コントをしていた時の経験がとても役立ったという。コント以外にも、経験していたことは、すべて、どんなこともで役に立つと語る。ロボットなど架空のモノを演じる場合もあるが、基本的にはそのキャラクターが生きているように演じるわけだったことから人間として普通に生きていて経験したり感じたりすることで、役にたたないことは何一つないと語る。
林原めぐみが産休の時に『ポケットモンスター アドバンスジェネレーション』のムサシ役を代わって務めた。

## 出演
太字はメインキャラクター。

### テレビアニメ
1986年
- ドラえもん（テレビ朝日版第1期）
- めぞん一刻（よう子 他）

1987年
- アニメ三銃士
- 機甲戦記ドラグナー（1987年 - 1988年、ローズ・パテントン）

1988年
- F-エフ

1989年
- 機動警察パトレイバー
- らんま1/2

1990年
- 八百八町表裏 化粧師（禿）

1991年
- おばけのホーリー（ベルベル）
- キン肉マン キン肉星王位争奪編（1991年 - 1992年、ナツコ、ロバート、アシュラマン〈少年時代〉）
- トラップ一家物語（アニー）
- ハイスクールミステリー学園七不思議（岩崎先生）
- 新世紀GPXサイバーフォーミュラ（エレナ）

1992年
- お〜い!竜馬（マーガレット・エリック）
- クッキングパパ（山下）
- 元気爆発ガンバルガー（百合香の母）
- それいけ!アンパンマン（1992年 - 、紅もちつきまん〈初代〉、ピカリン、ヤッシー〈初代〉、いないいないバルーン〈初代〉、どんぐりコロちゃん、こつぶちゃん〈初代〉、マリオネットちゃん〈3代目〉）
- 地球SOS それいけコロリン（江古ろじ太）
- 超電動ロボ 鉄人28号FX（仁科詩織）
- ツヨシしっかりしなさい（女子大生B）
- 美少女戦士セーラームーン（1992年 - 1996年、松野浩美、妖魔カストル、霊媒〈ミディアム〉のカラベラス、う・エスタン、ド・カン子、麗子） - 5シリーズ
- ファンタジーアドベンチャー 長靴をはいた猫の冒険（ジェミー）
- みかん絵日記（草凪吐夢）

1993年
- クレヨンしんちゃん（1993年 - 1997年、女の子、林マリ）
- GS美神（マネキン）
- SLAM DUNK（赤木晴子）
- ポコニャン!（木の葉ミキ）

1994年
- 赤ずきんチャチャ（1994年 - 1995年、ハーピー、ソプラノ）
- おまかせスクラッパーズ（シャッキー）
- 白雪姫の伝説（ポッケ）

1995年
- 怪盗セイント・テール（みちる）
- 新世紀エヴァンゲリオン（アナウンス）
- NINKU -忍空-（メキラ大佐）
- 爆れつハンター（ボンバー）

1996年
- ゲゲゲの鬼太郎（第4作）（シッポ）
- セイバーマリオネットJ（1996年 - 1999年、ブラッドベリー） - 2シリーズ
- 逮捕しちゃうぞ（1996年 - 2008年、小早川美幸） - 3シリーズ + 特別編2作品
- B'T X（鳳・ラフィーネ〈少年時代〉）
- 名犬ラッシー（セーラ）※第18話
- 名探偵コナン（1996年 - 2016年、赤木量子、保本ひかる、石原亜紀、大橋彩代）
- YAT安心!宇宙旅行（ドリス・アンダーソン）
- 家なき子レミ（コゼット）

1997年
- VIRUS -VIRUS BUSTER SERGE-（ユイリン）
- キューティーハニーF（葉月聖羅）
- HAUNTEDじゃんくしょん（ヤミ子）
- 烈火の炎（霧沢風子）
- るろうに剣心 -明治剣客浪漫譚-（椿）

1998年
- サイレントメビウス（ラム・チェン、アニー）
- スーパードール★リカちゃん（ミスティー）
- DTエイトロン（ナル）
- 万能文化猫娘（有吉今日子）
- ポケットモンスター（1998年 - 2001年、カツコ、チグサ、ダイキ）

1999年
- KAIKANフレーズ（甲斐孝子）
- 金田一少年の事件簿（アガサ）
- ジバクくん（ライブ）
- 小さな巨人 ミクロマン（アーデンパープル）
- 地球防衛企業ダイ・ガード（桃井いぶき）
- 火魅子伝（志野）
- Bビーダマン爆外伝V（くれないボン）
- 世紀末伝説ワンダフルタツノコランド -円盤星人UBO-（UBO）

2000年
- へろへろくん（ニコニコ先生）

2001年
- The Soul Taker 〜魂狩〜（桐原夕映）
- 砂漠の海賊!キャプテンクッパ（ヴァニラ）
- 週刊ストーリーランド（お光、水野綾子）
- ジーンシャフト（ジュリア・セイドウ）
- シャーマンキング（ニョライ）
- ゾイド新世紀スラッシュゼロ（マリー・チャンプ）
- ちっちゃな雪使いシュガー（ハンナ先生、シナモン）
- ナジカ電撃作戦（レディ）
- 花右京メイド隊（2001年 - 2004年、剣コノヱ、担任教師） - 2シリーズ
- パラッパラッパー（店員）
- HELLSING（ヘレナ）
- 魔法戦士リウイ（リリ）

2002年
- 藍より青し（2002年 - 2003年、神楽崎雅） - 2シリーズ
- あずまんが大王（谷崎ゆかり）
- 攻殻機動隊 STAND ALONE COMPLEX（辻崎サオリ）
- 十二国記（清秀）
- .hack//SIGN（BT）
- 爆闘宣言ダイガンダー（ティファニー・ブレークファースト）
- ぷちぷり*ユーシィ（レナ）
- プリンセスチュチュ（エデル）
- ラーゼフォン（如月樹〈子供時代〉）

2003年
- AVENGER（イオ）
- アストロボーイ・鉄腕アトム（エプシロン）
- E'S OTHERWISE（マリア、アニエル）
- ストラトス・フォー（久保千鶴）
- 探偵学園Q（大鳥真弓）
- 人間交差点（田村）
- フルメタル・パニック? ふもっふ（若菜陽子）
- 冒険遊記プラスターワールド（シャンタ姫）
- 魔法遣いに大切なこと（岩下美由紀〈ミリンダ〉）

2004年
- アガサ・クリスティーの名探偵ポワロとマープル（キダー、グリゼルダ、ジーン 他）
- うた∽かた（白坂志穂）
- 吟遊黙示録マイネリーベ（イシュタル）
- ケロロ軍曹（2004年 - 2014年、日向秋、ギロロ伍長〈幼年期〉 / ちびギロロ、日向秋奈〈少女時代〉、チャー星人、アキ、ブロブ、TVアナ） - 2シリーズ
- 光と水のダフネ（水樹美恵子）
- ポケットモンスター アドバンスジェネレーション（ムサシ〈代役〉）
- マシュマロ通信（2004年 - 2005年、ミモザ先生、教頭先生、スペースママ）
- ONE PIECE（コバト）

2005年
- 奥さまは魔法少女（美杉紀 / マーラ・アックス）
- 極上生徒会（平田わかな）
- JINKI:EXTEND（シバ）
- ツバサ・クロニクル（2005年 - 2006年、嵐） - 2シリーズ
- BLEACH（志波空鶴）

2006年
- あたしンち（坂田愛）
- こてんこてんこ（クリーク）
- 砂沙美☆魔法少女クラブ（小塚鷲羽）
- .hack//Roots（ボルドー）
- NANA（小松奈津子）
- パンプキン・シザーズ（ウェブナー）
- 貧乏姉妹物語（三枝蘭子）
- MAJOR（寿也の担任）

2007年
- CODE-E（海老原美月）
- 地獄少女 二籠（武田里奈）
- のだめカンタービレ（江藤かおり）

2008年
- ペルソナ 〜トリニティ・ソウル〜

2009年
- エレメントハンター（アン・カラス）
- ねぎぼうずのあさたろう（びわのお恋）
- ハヤテのごとく! シリーズ（2009年 - 2013年、鷺ノ宮初穂） - 3シリーズ
- フレッシュプリキュア!（ジュリアーノ）

2011年
- THE IDOLM@STER（如月千種）
- とある魔術の禁書目録 シリーズ（2011年 - 2019年、前方のヴェント） - 2シリーズ
- 日常（おさむ）

2012年
- リトル・チャロ〜東北編〜（ヨシ）

2013年
- 新世界より（ニセミノシロモドキ）
- 断裁分離のクライムエッジ（かしこの母）
- のんのんびより（2013年 - 2021年、越谷雪子、ペチ） - 3シリーズ
- 八犬伝―東方八犬異聞― 第二期（大黒堂・妻）

2016年
- 彼女と彼女の猫 -Everything Flows-（母）

2017年
- つうかあ（ゆりママ）

2018年
- ソードアート・オンライン アリシゼーション（アズリカ）

2020年
- 乙女ゲームの破滅フラグしかない悪役令嬢に転生してしまった…（2020年 - 2021年、カタリナ母） - 2シリーズ

2022年
- 惑星のさみだれ（朝日奈晴子）
- BLEACH 千年血戦篇（志波空鶴）

2023年
- MIX MEISEI STORY 2ND SEASON 〜二度目の夏、空の向こうへ〜（原田姉）

2024年
- 僕の妻は感情がない（小杉絵美）

2025年
- ウィッチウォッチ（ケイゴの母）

### 劇場アニメ
1987年
- バリバリ伝説

1988年
- となりのトトロ（バスの車掌）

1994年
- スラムダンク（赤木晴子）
- スラムダンク 全国制覇だ! 桜木花道（赤木晴子）

1995年
- スラムダンク 湘北最大の危機! 燃えろ桜木花道（赤木晴子）
- スラムダンク 吠えろバスケットマン魂!! 花道と流川の熱き夏（赤木晴子）

1996年
- スレイヤーズ RETURN（サリーナ）
- ドラゴンクエスト列伝 ロトの紋章（アルス）

1997年
- キューティーハニーF（葉月聖羅）

1999年
- 劇場版ポケットモンスター 幻のポケモン ルギア爆誕（フルーラ）
- スーパードール★リカちゃん リカちゃん絶体絶命! ドールナイツの奇跡（ギーゼ）
- 逮捕しちゃうぞ the MOVIE（小早川美幸）
- ハッピーバースデー 命かがやく瞬間（藤原静代〈12歳〉）

2001年
- あずまんが大王（谷崎ゆかり）

2002年
- パルムの樹（パルム）

2006年
- 超劇場版ケロロ軍曹（日向秋）

2007年
- ヱヴァンゲリヲン新劇場版:序
- 超劇場版ケロロ軍曹2 深海のプリンセスであります!（日向秋）
- ちびケロ ケロボールの秘密!?（ちびギロロ）

2008年
- 超劇場版ケロロ軍曹3 ケロロ対ケロロ天空大決戦であります!（日向秋）

2009年
- 超劇場版ケロロ軍曹 撃侵ドラゴンウォリアーズであります!（日向秋）

2010年
- 超劇場版ケロロ軍曹 誕生!究極ケロロ 奇跡の時空島であります!!（日向秋）

2013年
- 映画かいけつゾロリ まもるぜ!きょうりゅうのたまご（ゴリママ）

2014年
- 大きい1年生と小さな2年生（まさやの母）

2016年
- 映画 聲の形（西宮八重子）

2018年
- 劇場版 のんのんびより ばけーしょん（越谷雪子）

2021年
- ARIA The BENEDIZIONE（愛麗・S・グランチェスタ）

2023年
- 劇場版 乙女ゲームの破滅フラグしかない悪役令嬢に転生してしまった…（カタリナ母）

### OVA
1986年
- アーバンスクウェア 琥珀の追撃（直美）

1987年
- バブルガムクライシス（ネネ・ロマノーヴァ） - 2シリーズ
- バリバリ伝説 PART II 鈴鹿編（知代）
- 笑う標的（女子生徒B）

1991年
- EXPER ZENON（博子）
- ガルフォース新世紀編（マーブル）

1992年
- スクランブル・ウォーズ 突走れ!ゲノムトロフィーラリー（ネネ）
- チャイナさんの憂鬱（ナンシー）
- 万能文化猫娘（小板橋今日子）
- 魔動王グランゾート 冒険編（キャスター）
- るり色プリンセス（ひな子）

1993年
- ジェノサイバー 虚界の魔獣（エレイン・リード、ダイアナ・リード）
- MOLDIVER（白瀬真織）

1994年
- おたくの星座（ミン）
- KIZUNA 2（由貴）
- 湘南純愛組!（藤崎志乃美）
- 逮捕しちゃうぞ（小早川美幸）
- マーズ（山口春美）

1995年
- 学校の幽霊
- 精霊使い（樹雨）
- ガンスミスキャッツ（キャシー/ケイト）
- SMガールズ セイバーマリオネットR（ブラッドベリー）
- 戦ー少女イクセリオン（クロス）

1997年
- AIKa（ホワイト〈副官〉）
- またまたセイバーマリオネットJ（ブラッドベリー）
- B'T-X NEO（鳳・ラフィーネ〈少年時代〉）
- フォトン（ブラン）

1998年
- 万能文化猫娘DASH!（曽野ありさ）

2001年
- 花右京メイド隊（剣コノヱ）

2002年
- ナースウィッチ小麦ちゃんマジカルて（桐原夕映）
- マジンカイザー（2002年 - 2003年、ローリィ） - 2作品

2003年
- .hack//GIFT（BT）

2004年
- ストラトス・フォー（Xシリーズ）（久保千鶴）
- ナースウィッチ小麦ちゃんマジカルてZ（桐原夕映）

2005年
- ストラトス・フォー アドヴァンス（久保千鶴）

2006年
- ストラトス・フォー アドヴァンス 完結編（久保千鶴）
- 水木しげるの妖怪ワールド 恐山物語 (かぶきり小僧）

2007年
- こどものじかん やすみじかん 〜あなたがわたしにくれたもの〜（青木の母）

2008年
- .hack//G.U. TRILOGY（ボルドー）

2009年
- DARKER THAN BLACK -黒の契約者-外伝（クロード）

2014年
- ハヤテのごとく!（鷺ノ宮初穂）※単行本第43巻OVA付き特別版

2016年
- のんのんびより（越谷雪子、ペチ） - コミックス10巻OAD付き特装版

2021年
- 乙女ゲームの破滅フラグしかない悪役令嬢に転生してしまった…X（カタリナ母） - コミックス第7巻特装版

### Webアニメ
- あずまんが大王 Webアニメ版（2000年、黒沢みなも）
- ゲンガーになっちゃった!?（2021年、ヨシ[49]）
- 陰陽師（2023年、小梅）

### ゲーム
1992年
- 山村美紗サスペンス 〜金盞花 京絵皿殺人事件〜（小早川優子）

1993年
- 慶応遊撃隊（ぽち）
- ゆみみみっくす（吉沢弓美）
- ラングリッサー 〜光輝の末裔〜（クリス）

1995年
- アイドル雀士スーチーパイSpecial（西野絵利佳）

1996年
- アイドル雀士スーチーパイII Limited（西野絵利佳）
- 時空探偵DD 〜幻のローレライ〜（レニ・ラヴァル）
- デア ラングリッサー FX（光の女神ルシリス）
- はるかぜ戦隊Vフォース（ゲルーヌ・ヘレンズ、ティーニィー・キシン）
- ビルクラッシュ（さなえ）

1997年
- アルバレアの乙女（ファナ・デ・ラ・ウィーヴェル・ライエンダイク）
- キューブバトラー（電脳寺博士）
- クロス・ロマンス（桂真弓）
- 続 初恋物語 〜修学旅行〜（橋本枝奈）
- TILK 〜青い海から来た少女〜（ビリー）
- VS雀士ブランニュースターズ（鮎川蛍）
- My Dream 〜On Airが待てなくて〜（高井綾）
- ラングリッサーI&II（ルシリス）
- ハイブリッドエンジェル（宝生寺碧）

1998年
- カウボーイビバップ（マリア）※PS版ソフト
- サウンドノベル 街 -machi-（小糸亜弓）
- ダブルキャスト（赤坂美月 / 赤坂志穂）
- 爆走デコトラ伝説〜男一匹夢街道〜（北原雪江）
- はいぱぁセキュリティーズ2（神条摩樹奈）
- ヒロインドリーム2（美宗舞）
- みさきアグレッシヴ!（桐生綾乃）

1999年
- 真・魔装機神 PANZER WARFARE（シェス＝グラディ）
- 私立ジャスティス学園 熱血青春日記2（ひびき蘭）
- スタートリング・オデッセイ（ソフィア）
- 火魅子伝〜恋解〜（志野）
- 街 〜運命の交差点〜（小糸亜弓）

2000年
- ヘキサムーン・ガーディアンズ（イシュタル）
- タツノコファイト（南波テル）
- 燃えろ!ジャスティス学園（ひびき蘭）
- ポップでキュートな心理テストalabama（アラバマ）

2001年
- 火焔聖母 〜The Virgin on Megiddo〜（北川真奈瀬）
- THE 推理 シリーズ（2001年 - 2009年、ジニー）
- 逮捕しちゃうぞ（小早川美幸）

2002年
- アーマード・コア3（コンピュータボイス）
- あずまんがドンジャラ大王（谷崎ゆかり）
- ギガンティック ドライブ（番原美香）
- 白詰草話 -Episode of the Clovers-（上代まり）
- テイルズ オブ デスティニー2（ハロルド・ベルセリオス）
- 雪語り（青柳千歳）

2003年
- あずまんが大王アドバンス（谷崎ゆかり）
- 一撃殺虫!!ホイホイさん（ホイホイさんお姉さん）※PS2版
- THE 美少女シミュレーションRPG MoonLightTale（ミリィ）

2004年
- アニメバトル 烈火の炎 FINAL BURNING（霧沢風子）
- ケロロ軍曹 メロメロバトルロイヤル（日向秋）

2005年
- MEDICAL91（美咲千歳）
- ダブルキャスト（赤坂美月、志穂）※PSP版
- 極上生徒会（平田わかな）
- ケロロ軍曹 メロメロバトルロイヤルZ（日向秋）
- SIMPLE2000シリーズ Vol.91 THE ALL★STAR格闘祭（ジニー）

2006年
- テイルズ オブ ザ ワールド レディアント マイソロジー（ハロルド）
- .hack//G.U.（2006年 - 2017年、ボルドー） - 4作品
- 風雨来記（滝沢玉恵）※PS2版
- 街 〜運命の交差点〜 特別篇（小糸亜弓）

2007年
- ケロロ軍曹 演習だヨ! 全員集合パート 2（日向秋）

2008年
- 超劇場版ケロロ軍曹3 天空大冒険であります!（日向秋）
- ひぐらしのなく頃に絆 第一巻・祟（公由春子）

2009年
- テイルズ オブ ザ ワールド レディアント マイソロジー2（ハロルド・ベルセリオス）
- テイルズ オブ バーサス（ハロルド・ベルセリオス）

2010年
- .hack//Link（BT、ボルドー）

2011年
- 第2次スーパーロボット大戦Z 破界篇 / 再世篇（桃井いぶき）
- テイルズ オブ ザ ワールド レディアント マイソロジー3（ハロルド・ベルセリオス）

2012年
- ヒーローズファンタジア（リリ）

2014年
- 第3次スーパーロボット大戦Z 時獄篇 / 天獄篇（桃井いぶき）
- テイルズ オブ ザ ワールド レーヴ ユナイティア（ハロルド・ベルセリオス）

2015年
- ひぐらしのなく頃に粋（公由春子）

2020年 
- テイルズ オブ ザ レイズ（ハロルド）
- とある魔術の禁書目録 幻想収束（前方のヴェント）

2021年
- ファンタジア・リビルド（ブラッドベリー）

2022年
- グランブルーファンタジー（レイシア）

2023年
- BATSUGUN EXAレーベル（ベルティアナ・ディバイン）

### 吹き替え

#### 映画
- クルーレス（タイ）※VHS版
- 恋にあこがれて in N.Y.（キャンディ）※VHS版
- タップ・ドッグス
- トランスモーファー リターンズ（マディソン）
- ハンガー（バーバラ、受付）※TBS版
- メイド・イン・アメリカ（ステイシー）※DVD版
- ラピッド・ファイアー ※テレビ朝日版

#### ドラマ
- オーシャン・ガール
- セックス・アンド・ザ・シティ
- ヘッド・オーバー・ヒールズ

#### アニメ
- X-MEN（ジュビリー）※テレビ東京版

### ラジオ
- 平松晶子の東京SHADOW
- アルシェ通り3番地（文化放送）
- 平松・三重野のミラクル山脈（文化放送）
- ケロロとギロロの地球（ペコポン）侵略ラヂオ（ゲスト出演）
- 平松晶子のVOICE OF WONDERLAND

### CD
- HAPPINESS（ミニアルバム）
- PAIN（アルバム）
- 戦ー少女イクセリオン（クロス、女性客B）
- Weiß kreuz Dramatic Collection III Kaleidoscope Memory（美樹）
- 英雄伝説IV 朱紅い雫 ドラマCD（ルティス）
- ガンドライバー（トパーズ）
- 私立ジャスティス学園 アドベンチャードラマアルバム ねらわれた太陽学園 熱血探偵編（ひびき蘭）
- 精霊使い（樹雨）
- 音盤ねこめ〜わく（村上百合子）
- 音盤はたらきもの（エレン・ふわふわ頭・オーレウス　パスミラト・ハイジ・W　パーリエ・アナ・N）
- ガンドライバー（トパーズ）
- ケロロ軍曹 地球（ペコポン）侵略CD（日向秋）
- 高速エイジ（朱音夏）
- コンプレックス・ハート
- 最終神話戦争イデアオペラ オリジナルドラマCD 第1章 罅割れたミュトス（アラクネ）
- スクランブル・ウォーズ ドラマ編闇のラビリンス（ネネ、歌）
- たとえばこんなラヴ・ソング（八木真里子）
- ディスコミュニケーション（戸川茅恵香）
- ドラマCD ワイルドアームズ（レディー・ハーケン / エルミナ・ニエット）
- ドラマCD SNOW（雪月小夜里）
- ドラマCD 貧乏姉妹物語（三枝蘭子）
- ドラマCD「レッスルエンジェルス 新女恒例!波乱必至の大忘年会 IN 下呂温泉」（南利美）
- ドラマCD「ロックマン危機一髪」（ロール）
- Top of the World（Jambalaya, Please Mr. Postman）
- ねこきっさ（鬼瓦マヤ）
- のぞみウィッチィズ サウンドムービー（山崎瞳）
- 覇王大系リューナイト CDシネマ「カイオリスへの旅立ち」第2章 - 第4章（デスローザ）
- ホットギミック ドラマCD（葛城リナ）
- いくえみ綾原作 POPS（ミキ）
- モンスターメーカー ドラマCD 魔剣デスデリバーを探せ!（ユリーシカ）

### ナレーション
- 石川県紹介〜田の神 VP
- キリンビール
- 桜ヶ池 VP
- ザ・ワイド 特捜最前線 光るどろ団子
- 日曜ビッグスペシャル 一世一代のお買い物
- ハマふれんど

### CM
- アルマン
- くだものくだもの
- 京浜急行
- 新宿サブナード（ご案内の声の主）
- ニフティサーブ
- バンダイ 『SLAM DUNK きゃらかーん』 草尾毅と共に出演
- ビックサマーセール
- ファーストキッチン
- 横浜トヨペット

### 舞台
- EACH
- お気に召すままお芝居を

### その他コンテンツ
- テイルズ オブ フェスティバル 2008
- タイムスリップオタガール マンガ動画（はとこの母[57]）

### シリーズ一覧
1. ↑  第1シリーズ（1992年）、第2シリーズ『R』（1993年）、第3シリーズ『S』（1994年）、第4シリーズ『SuperS』（1995年）、第5シリーズ『セーラースターズ』（1996年）
2. ↑  第1作（1996年 - 1997年）、第2作『J to X』（1998年 - 1999年）
3. ↑  第1期（1st SEASON）（1996年 - 1997年）、特別編1『逮捕しちゃうぞ Special』（1999年）、第2期『SECOND SEASON』（2001年）、特別編2『YOU'RE UNDER ARREST 〜逮捕しちゃうぞ〜』（2002年）、第3期『フルスロットル』（2007年 - 2008年）
4. ↑  第1期（2001年）、第2期『La Verite』（2004年）
5. ↑  第1期（2002年）、第2期『〜縁〜』（2003年）
6. ↑  第1作（2004年 - 2011年）、第2作『ケロロ 〜keroro〜』（2014年）
7. ↑  第1期（2005年）、第2期（2006年）
8. ↑  第2作『ハヤテのごとく!!』（2009年）、第3作『ハヤテのごとく！ CAN'T TAKE MY EYES OFF YOU』（2012年）、第4作『ハヤテのごとく！ Cuties』（2013年）
9. ↑  第2期『II』（2011年）、第3期『III』（2018年 - 2019年）
10. ↑  第1期（2013年）、第2期『りぴーと』（2015年）、第3期『のんすとっぷ』（2021年）
11. ↑  第1期（2020年）、第2期『X』（2021年）
12. ↑  『マジンカイザー』（2002年）、『死闘！暗黒大将軍』（2003年）
13. ↑  『Vol.1 再誕』『Vol.2 君想フ声』（2006年）、『Vol.3 歩くような速さで』（2007年）、『Last Recode』（2017年）

### 初出話一覧
1. ↑  第2期 第1話初出
2. ↑  第1期 第1話初出
3. ↑  第11話初出
4. ↑  第8話初出
5. 1 2  第12話初出
6. ↑  第3話初出